# Curnonsky
Maurice-Edmond Sailland, más conocido por el seudónimo Curnonsky (Angers, 12 de octubre de 1872-París, 22 de julio de 1956) fue un periodista, escritor y crítico gastronómico francés. Calificado como el «príncipe de los gastrónomos», fue uno de los críticos más influyentes en su momento.

## Biografía

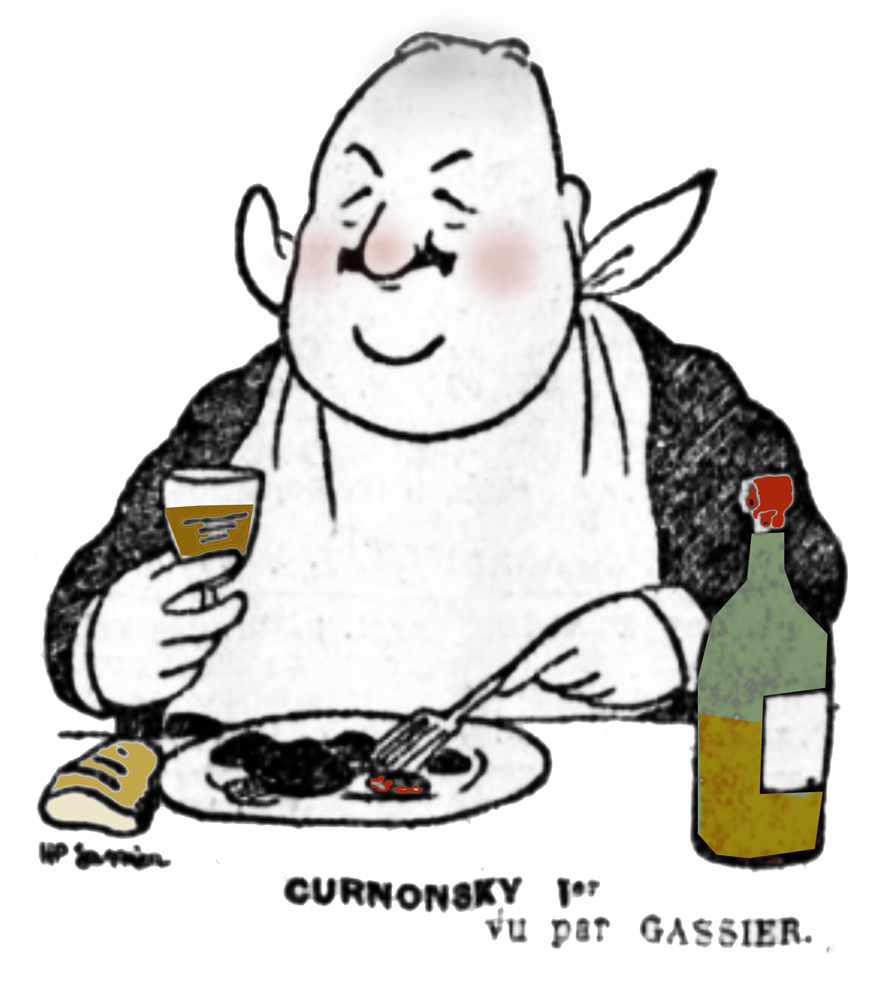
Caricatura de Curnonsky

Estudió literatura en la Sorbona, donde se licenció en letras clásicas. Se inició laboralmente en el periodismo. En 1896 entró a trabajar como secretario del duque de Montpensier, para el que ejerció como escritor fantasma en su Viaje a Indochina. Compaginó esta labor con una colaboración como humorista en Le Journal. Por esta época, el duque le sugirió que usara un seudónimo y, tras comentarlo con Bertrand Xau, director de Le Journal, este le propuso un nombre ruso, debido a la reciente visita a París del zar Nicolás II; Sailland contestó: Cur non? («¿por qué no?» en latín) y a esto se le ocurrió añadir la terminación sky propia de los apellidos rusos. A partir de entonces firmó siempre con ese seudónimo.
En 1900, viajó a Extremo Oriente como corresponsal de prensa, donde descubrió los encantos de la gastronomía china. Desde entonces colaboró asiduamente con los periódicos Le Journal y Le Matin. Desarrolló una notable labor periodística, con un lenguaje ingenioso, humorístico, rico en juegos de palabras, con un tono en ocasiones algo malicioso y picante. En 1927 fue elegido «príncipe de los gastrónomos» en un plebiscito realizado en el periódico Paris-Soir.
Fue utor de unos setenta libros y miles de artículos sobre gastronomía, entre los que destacan los 28 volúmenes de La France gastronomique (1921-1928), Le trésor gastronomique de France (1933) y Cuisines et vins de France (1953). También escribió un libro de memorias, À travers mon binocle (1948). Influyó poderosamente en la nueva cocina gala que se empezaba a gestar —la Nouvelle cuisine—, como gran defensor de la cocina sencilla y natural, así como de la cocina regional de su país. Su principal lema era «las cosas han de tener el gusto que les es propio».
En 1928 fue nombrado caballero de la Legión de Honor y, en 1938, Oficial de la misma orden.